# Едеран
Едеран (нім. Oederan) — місто в Німеччині, розташоване в землі Саксонія. Входить до складу району Середня Саксонія.
Площа — 77,35 км2. Населення становить 7876 ос. (станом на 31 грудня 2020).